# Zgornja Normandija
Zgornja Normandija (francosko Haute-Normandie) je bila do leta 2015severna francoska regija ob Rokavskem prelivu. Njeno glavno administrativno mesto je bilo Rouen.

## Geografija
Zgornja Normandija leži v severni Franciji ob Rokavskem prelivu. Na vzhodu meji na Pikardijo in Île-de-France, na jugu na Center, na zahodu pa na Spodnjo Normandijo.

## Zgodovina
Regija je nastala z združitvijo departmajev Eure in Seine-Maritime leta 1956, na vzhodnem delu nekdanje zgodovinske pokrajine Normandije.
S 1. januarjem 2016 je z združitvijo regij Spodnja in Zgornja Normandija nastala nova regija Normandija. 

## Občine
- Aumale, Seine-Maritime
- Blangy-sur-Bresle
- Eu, Seine-Maritime
- Neufchâtel-en-Bray